# راينبك
راينبك (بالألمانية: Reinbek) هي بلدة ألمانية تقع في ألمانيا في شليسفيغ هولشتاين. يقدر عدد سكانها بـ 25,712 نسمة .

## المدن التوأمة
مدينة بلدية تابي هي مدينة توأمة لـراينبك.

## أعلام
- نوربيرت ماير
- ماكس كروزه